# هایسلان گارسیا
هایسلان گارسیا (به انگلیسی: Haislan Garcia) زاده ۴ مارس ۱۹۸۳ در کوبا است. او کشتی‌گیر کشور کانادا است. او در وزن ۶۶ کیلوگرم کشتی آزاد مردان در بازی‌های المپیک تابستانی ۲۰۰۸ حضور داشته‌است.